# (5644) Maureenbell
(5644) Maureenbell (1990 QG2) – planetoida z pasa głównego asteroid okrążająca Słońce w ciągu 5,53 lat w średniej odległości 3,13 j.a. Odkryta 22 sierpnia 1990 roku.